# Campeonato Mundial de Natação em Piscina Curta de 2014 - 100 m borboleta feminino
A prova dos 100 metros nado borboleta feminino do Campeonato Mundial de Natação em Piscina Curta de 2014 foi disputado entre 6 e 7 de dezembro no Centro Aquático Aspire Sports Complex em Doha.

## Recordes
Antes desta competição, os recordes mundiais e do campeonato nesta prova eram os seguintes:
|    | Nome            | Nacionalidade | Tempo | Local    | Data                   |
| -- | --------------- | ------------- | ----- | -------- | ---------------------- |
| WR | Diane Bui Duyet | França        | 55.05 | Istambul | 12 de dezembro de 2009 |
| CR | Felicity Galvez | Austrália     | 55.43 | Dubai    | 19 de dezembro de 2010 |

Os seguintes recordes foram estabelecidos durante a competição:
| Data          | Prova     | Nome           | Nacionalidade | Tempo | Recorde |
| ------------- | --------- | -------------- | ------------- | ----- | ------- |
| 6 de dezembro | Semifinal | Sarah Sjöström | Suécia        | 55.13 | CR      |
| 7 de dezembro | Final     | Sarah Sjöström | Suécia        | 54.61 | WR, CR  |

## Medalhistas
| Ouro                 | Prata         | Bronze                 |
| Sarah Sjöström (SWE) | Lu Ying (CHN) | Jeanette Ottesen (DEN) |

## Resultados

### Eliminatórias
As eliminatórias ocorreram dia 6 de dezembro. 
| Colocação | Bateria | Raia | Nome                         | Nacionalidade            | Tempo   | Notas |
| --------- | ------- | ---- | ---------------------------- | ------------------------ | ------- | ----- |
| 1         | 5       | 4    | Jeanette Ottesen             | Dinamarca                | 56.54   | Q     |
| 2         | 6       | 4    | Sarah Sjöström               | Suécia                   | 56.56   | Q     |
| 3         | 7       | 4    | Inge Dekker                  | Países Baixos            | 56.83   | Q     |
| 4         | 5       | 5    | Ilaria Bianchi               | Itália                   | 56.87   | Q     |
| 4         | 5       | 2    | Daiene Dias                  | Brasil                   | 56.87   | Q     |
| 6         | 7       | 5    | Lu Ying                      | China                    | 56.88   | Q     |
| 7         | 7       | 6    | Liliána Szilágyi             | Hungria                  | 56.94   | Q     |
| 8         | 7       | 7    | Kimberly Buys                | Bélgica                  | 57.18   | Q     |
| 9         | 6       | 5    | Katerine Savard              | Canadá                   | 57.22   | Q     |
| 9         | 6       | 3    | Felicia Lee                  | Estados Unidos           | 57.22   | Q     |
| 11        | 6       | 6    | Chen Xinyi                   | China                    | 57.26   | Q     |
| 12        | 5       | 8    | Elena Di Liddo               | Itália                   | 57.34   | Q     |
| 13        | 7       | 2    | Anastasiia Liazeva           | Rússia                   | 57.51   | Q     |
| 14        | 6       | 2    | Daynara de Paula             | Brasil                   | 57.61   | Q     |
| 15        | 7       | 3    | Claire Donahue               | Estados Unidos           | 57.64   | Q     |
| 16        | 6       | 1    | Danielle Villars             | Suíça                    | 57.80   | Q     |
| 17        | 5       | 6    | Rino Hosoda                  | Japão                    | 57.82   |       |
| 18        | 5       | 3    | Svetlana Chimrova            | Rússia                   | 57.87   |       |
| 19        | 7       | 1    | Brianna Throssell            | Austrália                | 58.29   |       |
| 20        | 5       | 0    | Miyu Nakano                  | Japão                    | 58.47   |       |
| 21        | 6       | 0    | Marie Wattel                 | França                   | 58.48   |       |
| 22        | 4       | 7    | Jessica Camposano            | Colômbia                 | 58.58   |       |
| 22        | 6       | 8    | Franziska Hentke             | Alemanha                 | 58.58   |       |
| 24        | 5       | 1    | Elise Olsen                  | Noruega                  | 58.68   |       |
| 25        | 6       | 7    | Audrey Lacroix               | Canadá                   | 58.69   |       |
| 26        | 4       | 4    | Emilia Pikkarainen           | Finlândia                | 58.80   |       |
| 27        | 4       | 3    | Nastja Govejšek              | Eslovênia                | 58.84   |       |
| 28        | 4       | 2    | Lucie Svěcená                | Chéquia                  | 58.85   |       |
| 29        | 4       | 6    | Carolina Colorado Henao      | Colômbia                 | 59.42   |       |
| 30        | 7       | 8    | Birgit Koschischek           | Áustria                  | 59.62   |       |
| 31        | 6       | 9    | Lena Kreundl                 | Áustria                  | 59.70   |       |
| 32        | 5       | 9    | Chan Kin Lok                 | Hong Kong                | 59.85   |       |
| 33        | 7       | 9    | Martina van Berkel           | Suíça                    | 1:00.32 |       |
| 34        | 4       | 5    | Nida Üstündağ                | Turquia                  | 1:00.50 |       |
| 35        | 3       | 4    | Evangelio Dato               | Filipinas                | 1:00.53 |       |
| 36        | 3       | 2    | Karen Torrez                 | Bolívia                  | 1:00.66 |       |
| 37        | 5       | 7    | Mélanie Henique              | França                   | 1:01.36 |       |
| 38        | 4       | 8    | Mary Meza                    | Costa Rica               | 1:01.85 |       |
| 39        | 2       | 2    | Caylee Watson                | Ilhas Virgens Americanas | 1:02.48 |       |
| 40        | 4       | 1    | Esra Kaçmaz                  | Turquia                  | 1:02.97 |       |
| 41        | 3       | 3    | Valerie Gruest               | Guatemala                | 1:03.17 |       |
| 42        | 2       | 3    | Ana Nóbrega                  | Angola                   | 1:03.25 |       |
| 43        | 3       | 5    | Nina Žarković                | Bósnia e Herzegovina     | 1:03.33 |       |
| 44        | 3       | 1    | Felicity Passon              | Seicheles                | 1:03.38 |       |
| 45        | 3       | 8    | Machiko Raheem               | Sri Lanka                | 1:03.54 |       |
| 46        | 4       | 9    | Lara Butler                  | Ilhas Caimã              | 1:04.52 |       |
| 47        | 4       | 0    | Sarah Hadj                   | Argélia                  | 1:04.55 |       |
| 48        | 3       | 6    | Talita Baqlah                | Jordânia                 | 1:04.70 |       |
| 49        | 2       | 4    | Zabrina Holder               | Barbados                 | 1:05.24 |       |
| 50        | 1       | 6    | Gessica Stagno               | Moçambique               | 1:05.97 |       |
| 51        | 2       | 6    | Emily Muteti                 | Quênia                   | 1:06.01 |       |
| 52        | 2       | 7    | Ana Semiruncic               | Moldávia                 | 1:06.45 |       |
| 53        | 3       | 7    | Amboaratiana Domoinanavalona | Madagáscar               | 1:06.61 |       |
| 54        | 2       | 5    | Elinah Phillip               | Ilhas Virgens Britânicas | 1:06.77 |       |
| 55        | 3       | 9    | San Su Moe Theint            | Myanmar                  | 1:06.96 |       |
| 56        | 3       | 0    | Debbie Chew                  | Guatemala                | 1:07.21 |       |
| 57        | 2       | 8    | San Khant Khant Su           | Myanmar                  | 1:08.00 |       |
| 58        | 2       | 0    | Amarah Phillip               | Ilhas Virgens Britânicas | 1:08.83 |       |
| 59        | 1       | 5    | Tsogtgerel Mungunsor         | Mongólia                 | 1:08.90 |       |
| 60        | 2       | 9    | Samantha Roberts             | Antígua e Barbuda        | 1:09.19 |       |
| 61        | 1       | 7    | Johanna Umurungi             | Ruanda                   | 1:09.20 |       |
| 62        | 1       | 4    | Tegan McCarthy               | Papua-Nova Guiné         | 1:09.60 |       |
| 63        | 2       | 1    | Beatrice Felici              | San Marino               | 1:11.47 |       |
| 64        | 1       | 3    | Diana Basho                  | Albânia                  | 1:11.79 |       |
| 65        | 1       | 2    | Annie Hepler                 | Ilhas Marshall           | 1:12.47 |       |
| 66        | 1       | 8    | Dirngulbai Misech            | Palau                    | 1:14.46 |       |
| 67        | 1       | 1    | Areeba Shaikh                | Paquistão                | 1:15.12 |       |
| —         | 7       | 0    | Katarína Listopadová         | Eslováquia               |         | DNS   |

### Semifinal
A semifinal  ocorreu dia 6 de dezembro.

#### Semifinal 1
| Colocação | Raia | Nome             | Nacionalidade  | Tempo | Notas |
| --------- | ---- | ---------------- | -------------- | ----- | ----- |
| 1         | 4    | Sarah Sjöström   | Suécia         | 55.13 | CR    |
| 2         | 3    | Lu Ying          | China          | 56.34 | Q     |
| 3         | 5    | Ilaria Bianchi   | Itália         | 56.65 | Q     |
| 4         | 6    | Kimberly Buys    | Bélgica        | 56.74 | Q     |
| 5         | 2    | Felicia Lee      | Estados Unidos | 57.02 |       |
| 6         | 1    | Daynara de Paula | Brasil         | 57.21 |       |
| 7         | 7    | Elena Di Liddo   | Itália         | 57.45 |       |
| 8         | 8    | Danielle Villars | Suíça          | 59.24 |       |

#### Semifinal 2
| Colocação | Raia | Nome               | Nacionalidade  | Tempo | Notas |
| --------- | ---- | ------------------ | -------------- | ----- | ----- |
| 1         | 4    | Jeanette Ottesen   | Dinamarca      | 56.05 | Q     |
| 2         | 5    | Inge Dekker        | Países Baixos  | 56.17 | Q     |
| 3         | 7    | Chen Xinyi         | China          | 56.74 | Q     |
| 4         | 3    | Daiene Dias        | Brasil         | 56.93 | Q     |
| 5         | 6    | Liliána Szilágyi   | Hungria        | 57.12 |       |
| 6         | 2    | Katerine Savard    | Canadá         | 57.25 |       |
| 7         | 8    | Claire Donahue     | Estados Unidos | 57.46 |       |
| 8         | 1    | Anastasiia Liazeva | Rússia         | 57.95 |       |

### Final
A final teve sua disputa realizada em 7 de dezembro. 
| Colocação         | Raia | Nome             | Nacionalidade | Tempo | Notas  |
| ----------------- | ---- | ---------------- | ------------- | ----- | ------ |
| Medalha de ouro   | 4    | Sarah Sjöström   | Suécia        | 54.61 | WR, CR |
| Medalha de prata  | 6    | Lu Ying          | China         | 55.25 | AS     |
| Medalha de bronze | 5    | Jeanette Ottesen | Dinamarca     | 55.32 |        |
| 4                 | 3    | Inge Dekker      | Países Baixos | 56.40 |        |
| 5                 | 1    | Chen Xinyi       | China         | 56.49 |        |
| 6                 | 2    | Ilaria Bianchi   | Itália        | 56.67 |        |
| 7                 | 7    | Kimberly Buys    | Bélgica       | 56.82 |        |
| 8                 | 7    | Daiene Dias      | Brasil        | 57.26 |        |

Legenda
| Recorde mundial       | Recorde mundial (World record)               |                       | Recorde africano                      | Recorde africano (African) |                                           | Q | Classificado por posição (Qualified) |
| Recorde do campeonato | Recorde do campeonato (Championship record)  | Recorde da América    | Recorde da América (Americas)         | q                          | Classificado por melhor tempo (Qualified) |   |                                      |
| Melhor marca do ano   | Melhor marca do ano (World leading)          | Recorde asiático      | Recorde asiático (Asian)              | DNS                        | Não largou (Did not start)                |   |                                      |
| Recorde nacional      | Recorde nacional (National record)           | Recorde europeu       | Recorde europeu (European)            | DNF                        | Não terminou (Did not finish)             |   |                                      |
| Recorde pessoal       | Recorde pessoal do atleta (Personal best)    | Recorde da Oceania    | Recorde da Oceania (Oceania)          | DSQ / DQ                   | Desclassificado (Disqualified)            |   |                                      |
| Recorde da temporada  | Recorde da temporada do atleta (Season best) | Recorde sul-americano | Recorde sul-americano (South America) | NM                         | Sem marca (No mark)                       |   |                                      |